# Rainer Schümann
Rainer Schümann (* 1. Oktober 1977) ist ein ehemaliger deutscher Fußballspieler.

## Laufbahn

### Vereinskarriere
Der 1,85 m große Mittelfeldspieler stand von 1995 bis 1999 bei der SG Wattenscheid 09 unter Vertrag und absolvierte insgesamt 15 Spiele in der 2. Fußball-Bundesliga, keines dieser Spiele absolvierte er über 90 Minuten. Danach wechselte er für die Saison 1999/2000 zu Águilas CF in die spanische Segunda División. Nach seiner Rückkehr nach Deutschland spielte Schümann von 2000 bis 2002 unter Trainer Ennaz Dietz für die Reserve des VfL Bochum in der Oberliga Westfalen. Von 2002 bis 2004 war er in der Oberliga Nordrhein für den 1. FC Bocholt aktiv, wo er unter Trainer Franz-Josef Tenhagen spielte. Dann wechselte er für zwei Jahre innerhalb der Oberliga zur Reserve des MSV Duisburg. 2006 kehrte er zum 1. FC Bocholt zurück und beendete dort 2009 seine Karriere.

### Nationalmannschaft
Schümann kam für den Deutschen Fußball-Bund sowohl in der deutschen U-17-, U-18- als auch in der U-21-Auswahl zum Einsatz. Er spielte in der Jugendnationalmannschaft neben Robert Enke und Marco Reich.

### Trainerkarriere
Schümann wurde 2009 zunächst Co-Trainer des 1. FC Bocholt in der Verbandsliga Niederrhein und übernahm 2010 das Traineramt des Landesligisten TuB Bocholt. 2012 übernahm er den Cheftrainerposten beim Landesligarivalen Borussia Bocholt. Im November 2014 trat er aus gesundheitlichen Gründen von seinem Amt zurück. In der Saison 2015/16 ist er U19-Trainer des 1. FC Bocholt. 